# 다니오쿠 겐시로
다니오쿠 겐시로(일본어: 谷奥 健四郎, 1992년 5월 28일~)는 일본의 축구 선수이다.

## 구단 경력
그는 2015년 J1리그의 마쓰모토 야마가 FC에 입단했다. 2016년 일본 풋볼 리그의 아술 클라로 누마즈로 임대 이적했다. 2017년 마쓰모토 야마가 FC로 복귀했다. 2018년 J3리그의 카탈레 도야마로 이적했다. 2020년 블라우블리츠 아키타로 이적했다. 2020년 J3리그 우승으로 J2리그로 승격했다. 2022년 일본 풋볼 리그의 뷔어틴 미에로 이적했다.